# Pseudancita alboplagiata
Pseudancita alboplagiata là một loài bọ cánh cứng trong họ Cerambycidae.